# بونتووو
بونتووو (به لهستانی:  Buntowo) یک روستا در لهستان است که در گمینا زووتوو واقع شده‌است. بونتووو ۳۲۰ نفر جمعیت دارد.